# Montbouton
Montbouton es una comuna francesa situada en el departamento del Territorio de Belfort, de la región de Borgoña-Franco Condado.
Los habitante se llaman Montboutonnais.

## Geografía
Está ubicada a 18 km al sur de Belfort, fronteriza con Doubs y cerca de Suiza.

## Demografía
| 402 | 405 | 396 | 376 | 427 | 438 | 414 | 403 |
| Para los censos de 1962 a 1999 la población legal corresponde a la población sin duplicidades (Fuente: INSEE [Consultar]) |     |     |     |     |     |     |     |